# ACP6
ACP6 (англ. Acid phosphatase 6, lysophosphatidic) – білок, який кодується однойменним геном, розташованим у людей на короткому плечі 1-ї хромосоми.  Довжина поліпептидного ланцюга білка становить 428 амінокислот, а молекулярна маса — 48 854.
| 10         |  | 20         |  | 30         |  | 40         |  | 50         |
| ---------- |  | ---------- |  | ---------- |  | ---------- |  | ---------- |
| MITGVFSMRL |  | WTPVGVLTSL |  | AYCLHQRRVA |  | LAELQEADGQ |  | CPVDRSLLKL |
| KMVQVVFRHG |  | ARSPLKPLPL |  | EEQVEWNPQL |  | LEVPPQTQFD |  | YTVTNLAGGP |
| KPYSPYDSQY |  | HETTLKGGMF |  | AGQLTKVGMQ |  | QMFALGERLR |  | KNYVEDIPFL |
| SPTFNPQEVF |  | IRSTNIFRNL |  | ESTRCLLAGL |  | FQCQKEGPII |  | IHTDEADSEV |
| LYPNYQSCWS |  | LRQRTRGRRQ |  | TASLQPGISE |  | DLKKVKDRMG |  | IDSSDKVDFF |
| ILLDNVAAEQ |  | AHNLPSCPML |  | KRFARMIEQR |  | AVDTSLYILP |  | KEDRESLQMA |
| VGPFLHILES |  | NLLKAVDSAT |  | APDKIRKLYL |  | YAAHDVTFIP |  | LLMTLGIFDH |
| KWPPFAVDLT |  | MELYQHLESK |  | EWFVQLYYHG |  | KEQVPRGCPD |  | GLCPLDMFLN |
| AMSVYTLSPE |  | KYHALCSQTQ |  | VMEVGNEE   |  |            |  |            |

A: Аланін

C: Цистеїн

D: Аспарагінова кислота

E: Глутамінова кислота

F: Фенілаланін

G: Гліцин

H: Гістидин

I: Ізолейцин

K: Лізин

L: Лейцин

M: Метіонін

N: Аспарагін

P: Пролін

Q: Глутамін

R: Аргінін

S: Серин

T: Треонін

V: Валін

W: Триптофан

Кодований геном білок за функцією належить до гідролаз. 
Задіяний у таких біологічних процесах як метаболізм ліпідів, поліморфізм, альтернативний сплайсинг. 
Локалізований у мітохондрії.